# Circuito de Jerez
Der Circuito Permanente de Jerez ist eine 4,428 km lange Motorsport-Rennstrecke in Jerez de la Frontera in Spanien. Der Kurs wird im Uhrzeigersinn befahren, ist elf Meter breit und hat neun Rechts- und fünf Linkskurven. Die längste Gerade misst 600 Meter.

## Geschichte

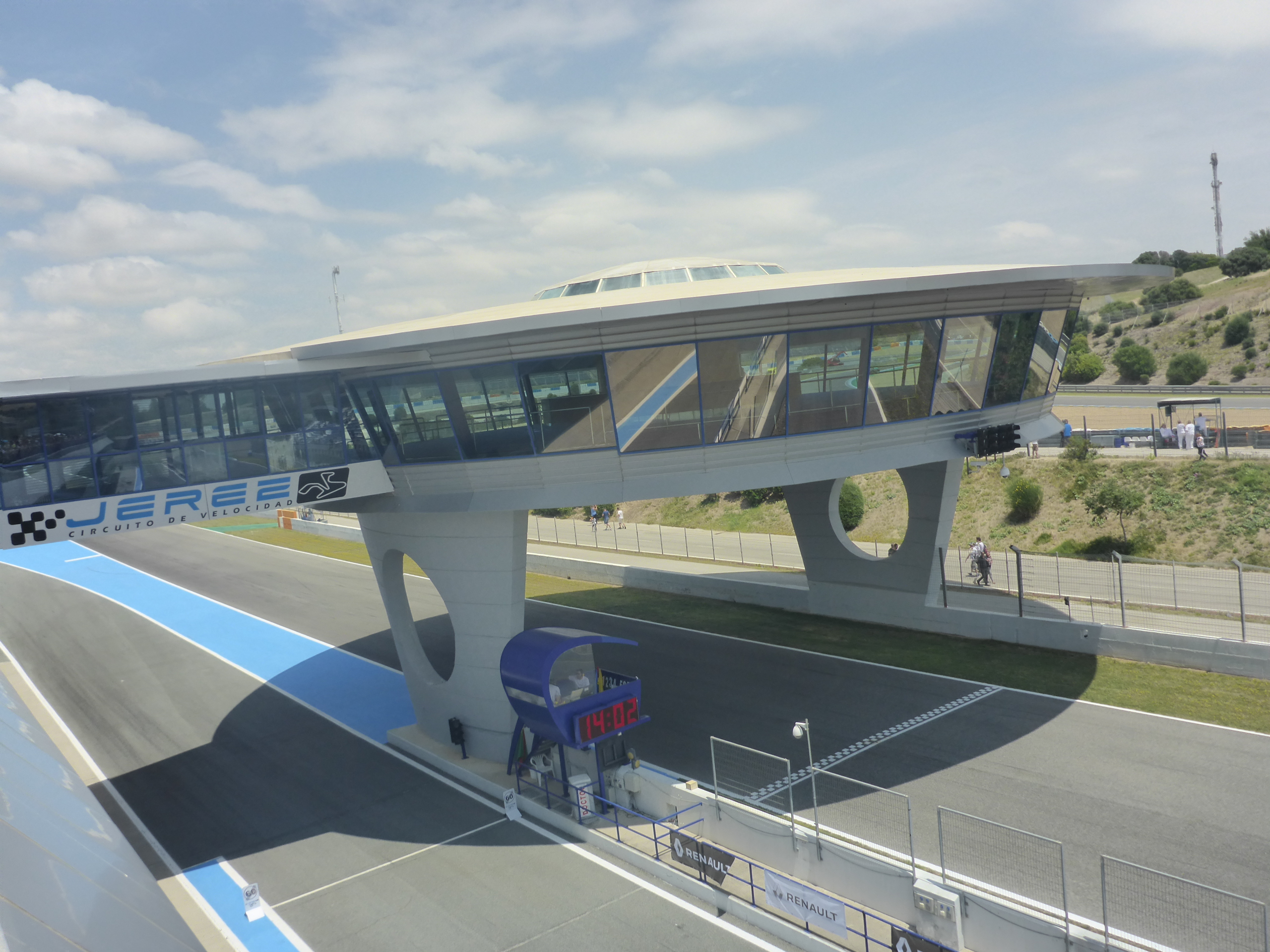
Die Boxenausfahrt mit dem runden Bauwerk, das auch die Zielgerade überspannt, ist als „UFO“ bekannt.

Die Rennstrecke wurde im Jahr 1985 gebaut, um den Formel-1-Grand-Prix von Spanien zu beherbergen, welcher ein Jahr später auf der Strecke ausgetragen wurde. Aufgrund der abgelegenen Lage im Süden Spaniens blieben die Zuschauerzahlen jedoch unter den Erwartungen und der Grand Prix wurde ab 1990 nach Barcelona verlegt.
Im Jahr 1994 wurde die Strecke umgebaut und die Sicherheit erhöht, deshalb konnte man in den Jahren 1994 und 1997 den Grand Prix von Europa ausrichten.
Im Jahr 2005 wurde die Strecke neu asphaltiert. Ein geplanter Auftritt der Champ Car World Series 2008 wurde Anfang des Jahres nach der Fusion mit der IndyCar Series abgesagt.
Zurzeit findet auf dem Circuito de Jerez jährlich der Große Preis von Spanien im Rahmen der Motorrad-Weltmeisterschaft statt.
Wegen des milden Klimas ist die Strecke im Winter auch bei Formel-1- und Motorrad-Teams als Teststrecke beliebt.

## Statistik

### Siegerlisten
Sportwagen-Weltmeisterschaft
| Nr. | Jahr | Fahrer                                       | Konstrukteur         | Motor        | Reifen | Runden | Datum     |
| --- | ---- | -------------------------------------------- | -------------------- | ------------ | ------ | ------ | --------- |
| 1   | 1986 | Jesús Pareja Oscar Larrauri                  | Brun Motorsport      | Porsche 962C | M      | 86     | 3. August |
| 2   | 1987 | Eddie Cheever Raul Boesel                    | Silk Cut Jaguar      | Jaguar XJR-8 | D      | 211    | 29. März  |
| 3   | 1988 | Jochen Mass Jean-Louis Schlesser Mauro Baldi | Team Sauber Mercedes | Sauber C9    | M      | 190    | 6. März   |

### Alle Sieger von Formel-1-Rennen in Jerez

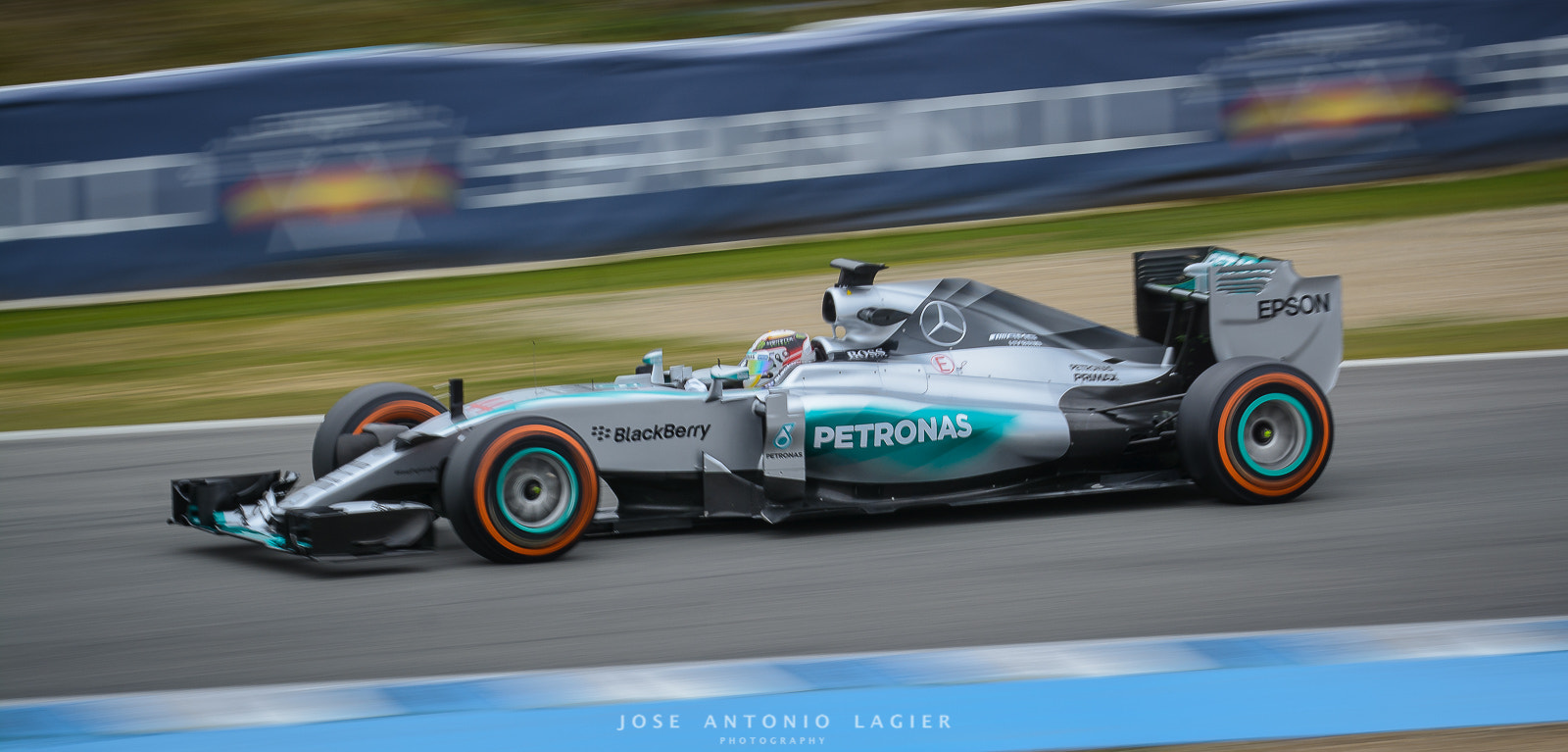
Lewis Hamilton im Jahr 2015 auf Mercedes F1 W06 Hybrid in Jerez

| Nr. | Jahr | Fahrer             | Konstrukteur | Motor    | Reifen | Zeit          | Streckenlänge | Runden | Ø-Tempo      | Datum         | GP von  |
| --- | ---- | ------------------ | ------------ | -------- | ------ | ------------- | ------------- | ------ | ------------ | ------------- | ------- |
| 1   | 1986 | Ayrton Senna       | Lotus        | Renault  | G      | 1:48:47,735 h | 4,218 km      | 72     | 167,486 km/h | 13. April     | Spanien |
| 2   | 1987 | Nigel Mansell      | Williams     | Honda    | G      | 1:49:12,692 h | 4,218 km      | 72     | 166,848 km/h | 27. September | Spanien |
| 3   | 1988 | Alain Prost        | McLaren      | Honda    | G      | 1:48:43,851 h | 4,218 km      | 72     | 167,586 km/h | 2. Oktober    | Spanien |
| 4   | 1989 | Ayrton Senna       | McLaren      | Honda    | G      | 1:47:48,264 h | 4,218 km      | 73     | 171,374 km/h | 1. Oktober    | Spanien |
| 5   | 1990 | Alain Prost        | Ferrari      | Ferrari  | G      | 1:48:01,461 h | 4,218 km      | 73     | 171,025 km/h | 30. September | Spanien |
|     |      |                    |              |          |        |               |               |        |              |               |         |
| 6   | 1994 | Michael Schumacher | Benetton     | Ford     | G      | 1:40:26,689 h | 4,428 km      | 69     | 182,507 km/h | 16. Oktober   | Europa  |
|     |      |                    |              |          |        |               |               |        |              |               | Europa  |
| 7   | 1997 | Mika Häkkinen      | McLaren      | Mercedes | G      | 1:38:57,772 h | 4,428 km      | 69     | 185,240 km/h | 26. Oktober   | Europa  |

Rekordsieger
Fahrer: Alain Prost/Ayrton Senna (je 2) • Fahrernationen: Brasilien/Frankreich (je 2) • Konstrukteure: McLaren (3) • Motorenhersteller: Honda (3) • Reifenhersteller: Goodyear (7)